# Sezincote House
Sezincote House est une propriété située dans le Gloucestershire, au Royaume-Uni, près de la localité de Moreton-in-Marsh, dans la région des Cotswolds. Construit en 1805 sur des plans de Samuel Pepys Cockerell, le manoir reste l'un des principaux exemples de l'architecture anglo-indienne en vogue dans l'Angleterre du début du XIXe siècle. Il a servi de modèle au Royal Pavilion de Brighton.

## Histoire

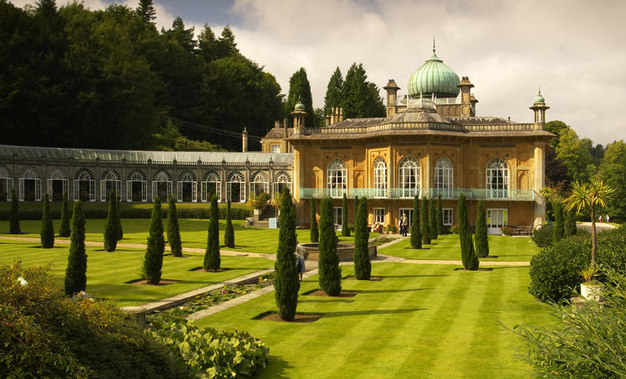
Sezincote House

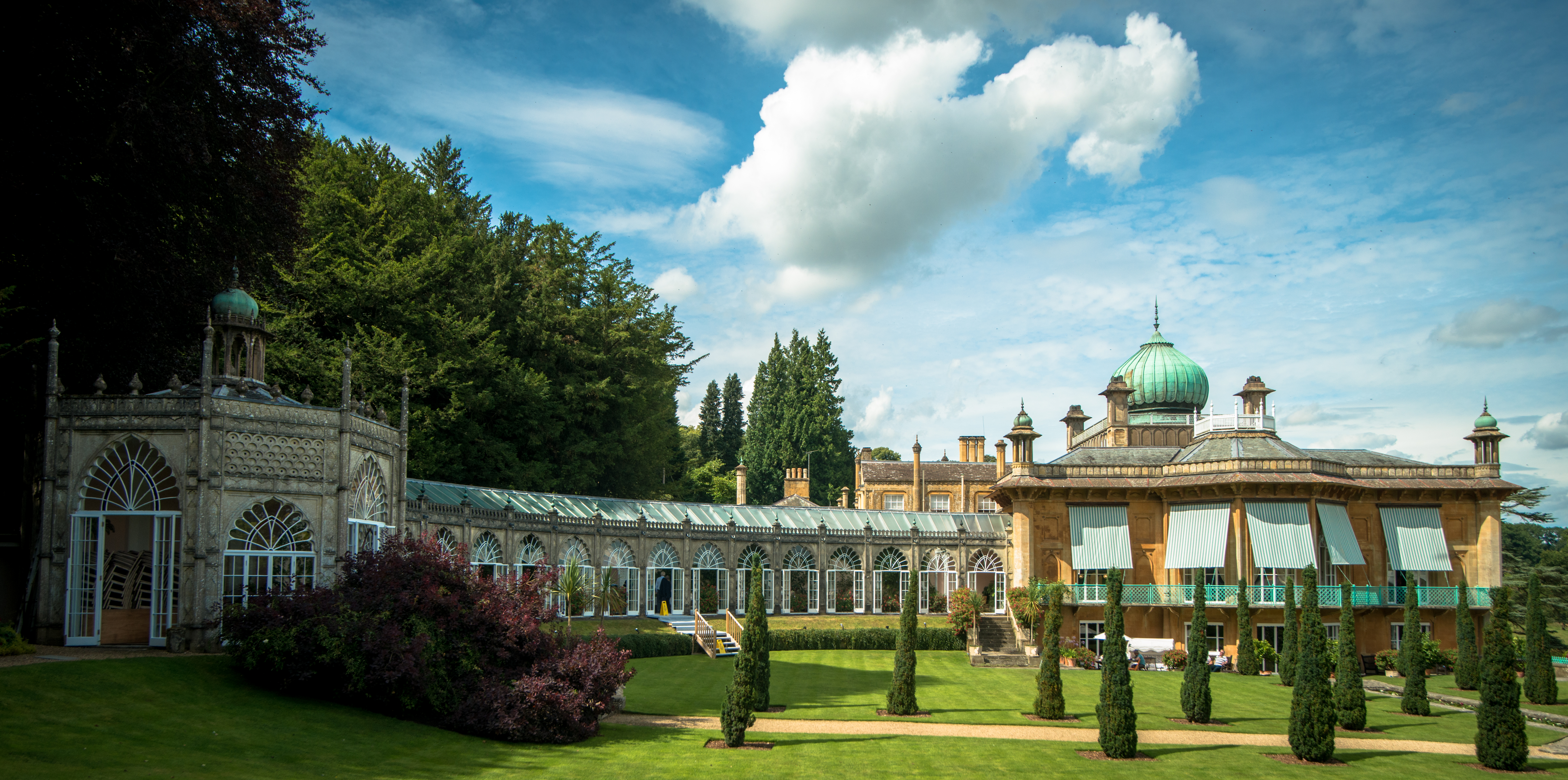
Le manoir et l'orangerie vus du sud

À l'origine, la propriété est un vaste domaine du nom de Chesnecote (la « chênaie »), qui deviendra Sezincote. Des milliers d'hectares de terre cultivable entourent un manoir d'époque jacobite. Le colonel John Cockerell (1752-1798) achète le tout en 1795, à son retour de Calcutta, où il a fait fortune en travaillant pour la Compagnie des Indes orientales. À sa mort, trois ans plus tard, son frère Charles (1755-1837), premier baronnet de Rushout, reprend la propriété. Il a lui aussi travaillé pour la Compagnie des Indes au Bengale. Il y a rencontré le peintre Thomas Daniell, qui a passé dix ans en Inde à réaliser des aquatintes et des aquarelles reproduisant les monuments locaux. Sir Charles Cockerell (1er baronnet) demande alors à son frère Samuel Pepys Cockerell (1753-1827) de reconstruire le manoir d'après des dessins originaux de Daniell.
Samuel Pepys Cockerell a reçu sa formation d'architecte auprès de Sir Robert Taylor (1717-1788), professeur de John Nash. Cockerell n'est jamais allé en Inde. Sa connaissance de l'architecture moghole lui vient uniquement des gravures et des dessins qu'il a pu voir, comme ceux de Thomas Daniell.
Les travaux s'étendent de 1805 à 1807. À cette date, le prince régent et futur roi Georges IV vient en visite à Sezincote et, conquis, décide de s'en inspirer pour modifier le Royal Pavilion de Brighton alors en construction.

## Description

### Bâtiment principal
La couleur dominante du bâtiment principal est l'ocre rouge, typique de l'architecture moghole. Cependant, le dôme en bulbe qui surplombe l'ensemble est recouvert de cuivre, au lieu d'être de marbre blanc comme dans les constructions mogholes dont il s'inspire, tel le Taj Mahal. Il est entouré de quatre minarets. Les hautes et larges fenêtres présentent une arcature en queue de paon et surmontent une sculpture en forme d'ananas, symbole d'hospitalité dans la décoration georgienne. Une grande chajja (arche) domine l'entrée.

### Jardins

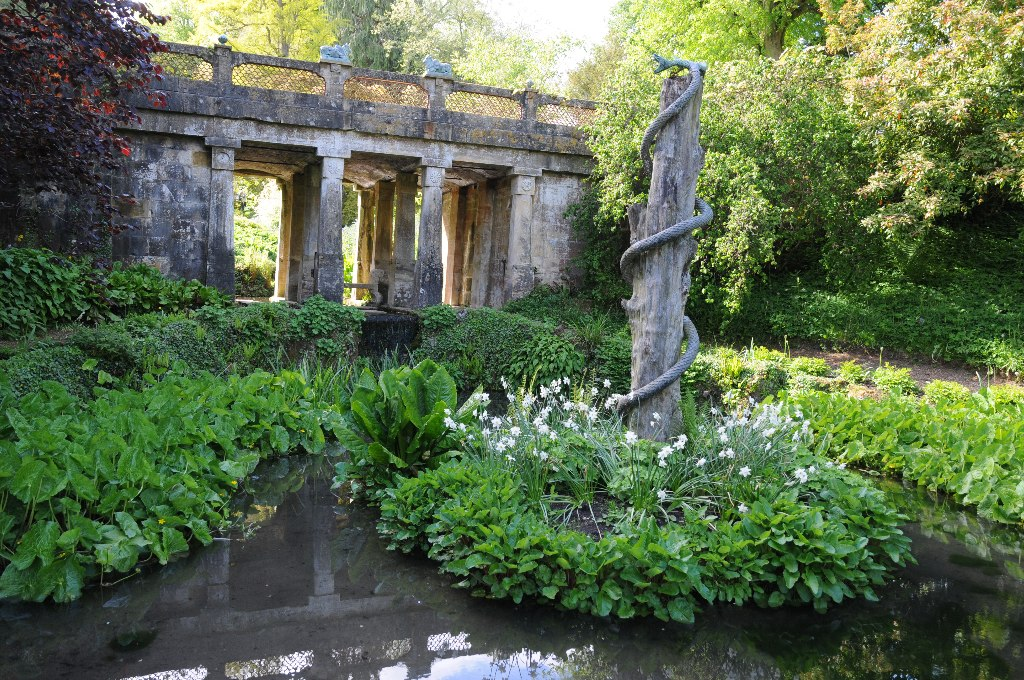
Le pont indien et le bassin du serpent

Les jardins sont l'œuvre du paysagiste Humphry Repton, dans un goût néo-Renaissance agrémenté de rocailles, de grottes mais également de fabriques de jardin orientalisantes comme le temple du Soleil et sa fontaine, le pont indien avec ses colonnes, le bassin du serpent orné d'un naja tricéphale enroulé à un tronc d'arbre, l'orangerie sur la façade sud, le jardin persan ou encore la colonne Wellington, d'inspiration indienne.

## AuXXesiècle
Au cours des années 1920, plusieurs amis des nouveaux propriétaires se rendent à Sezincote, dont Hugh Gaitskell et Clement Attlee mais aussi le poète John Betjeman, qui a décrit le domaine dans son autobiographie en vers, Summoned by Bells : « Down the drive, Under the early yellow leaves of oaks… the bridge, the waterfall, the Temple Pool and there they burst on us, the onion domes. »
Sezincote est un monument classé de  grade I.

## Galerie

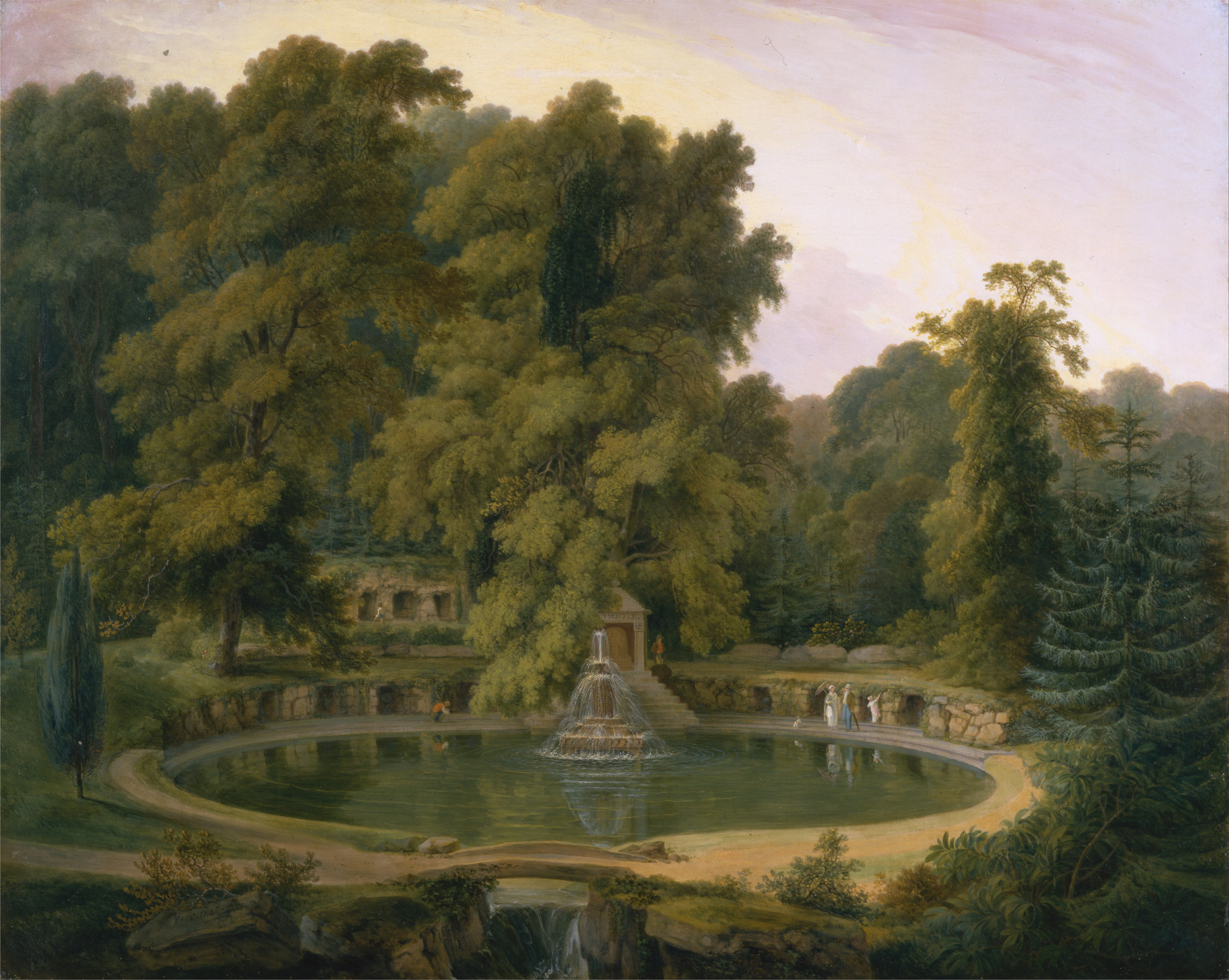
Sezincote : temple, fontaine et grotte par Thomas Daniell (1819)
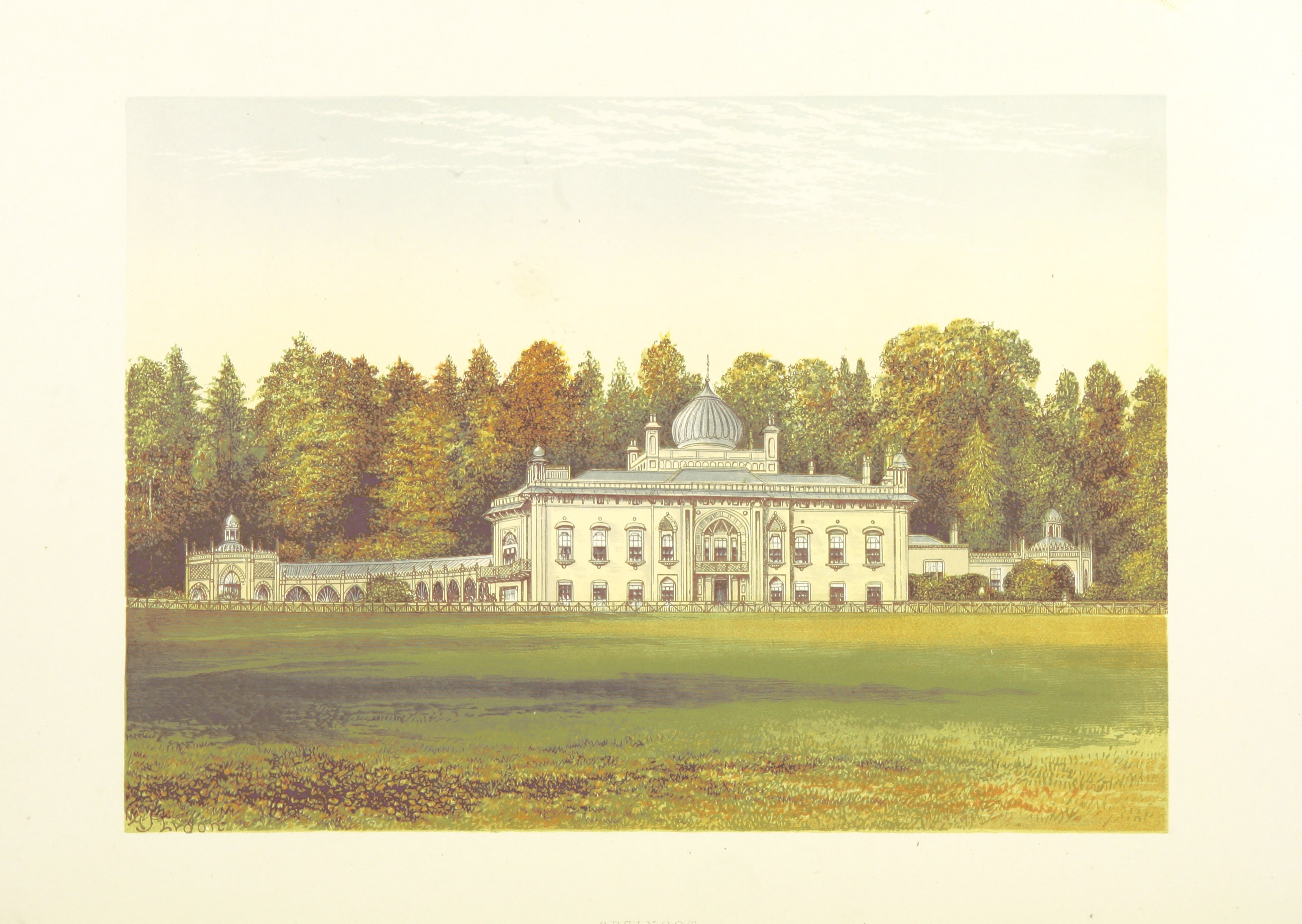
Sezincote par Francis Orpen Morris (1866)
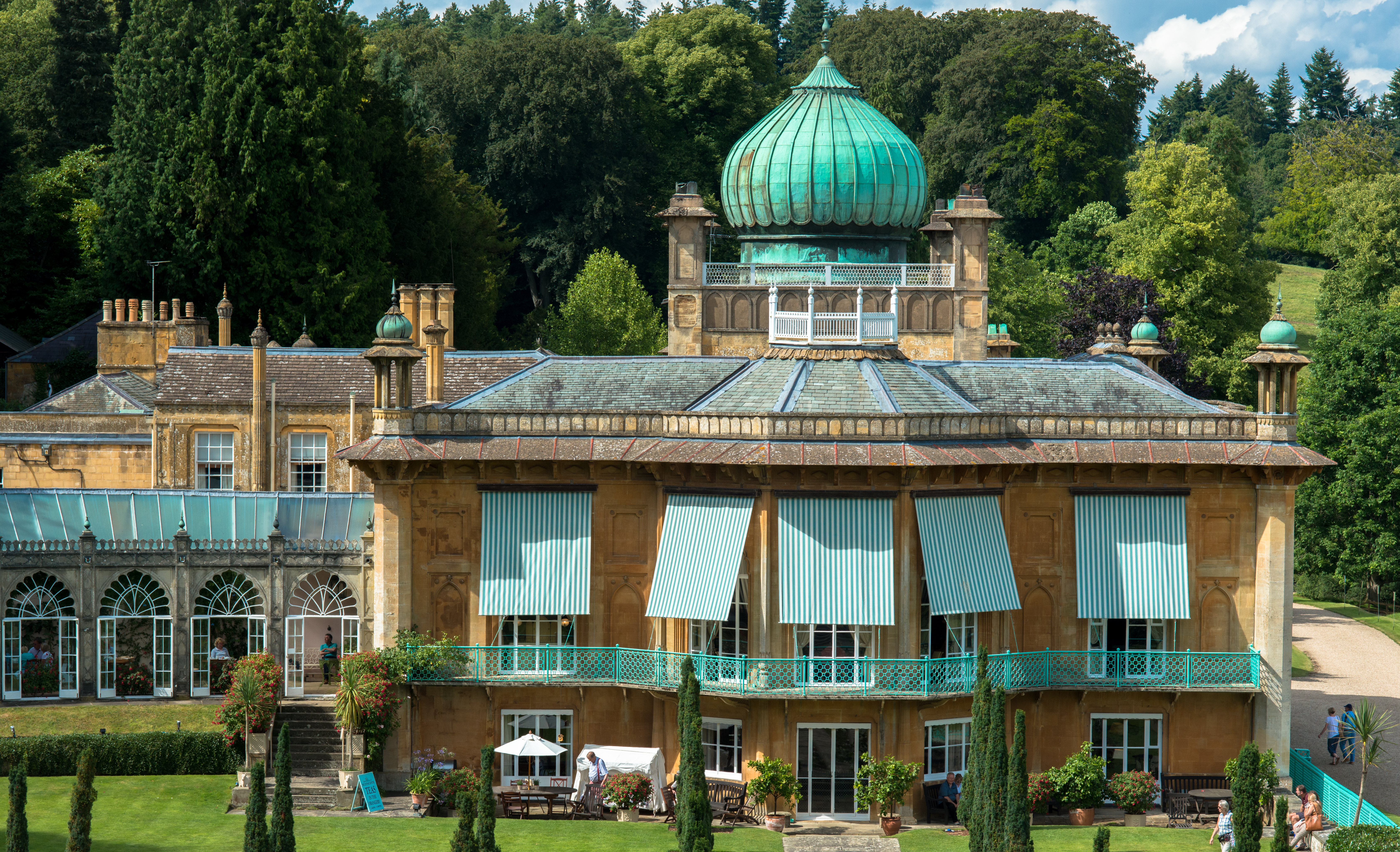
Sezincote House
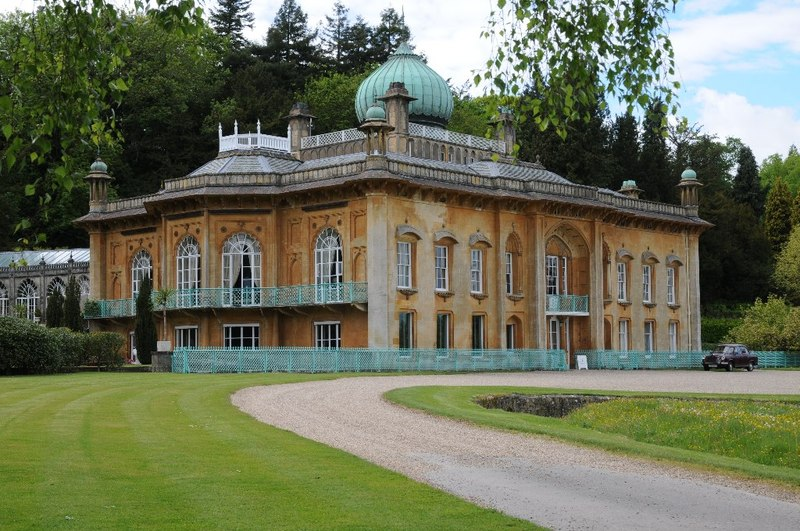
Sezincote House
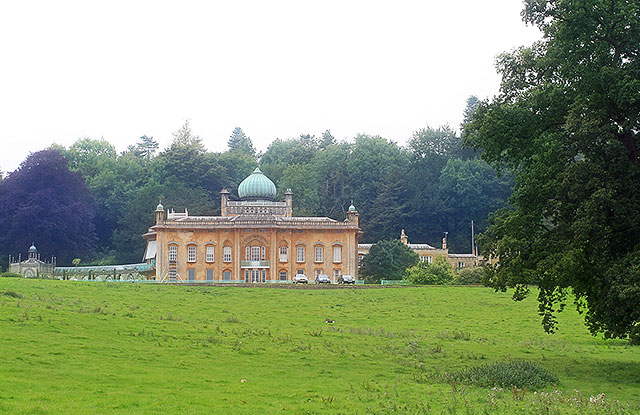
Sezincote House
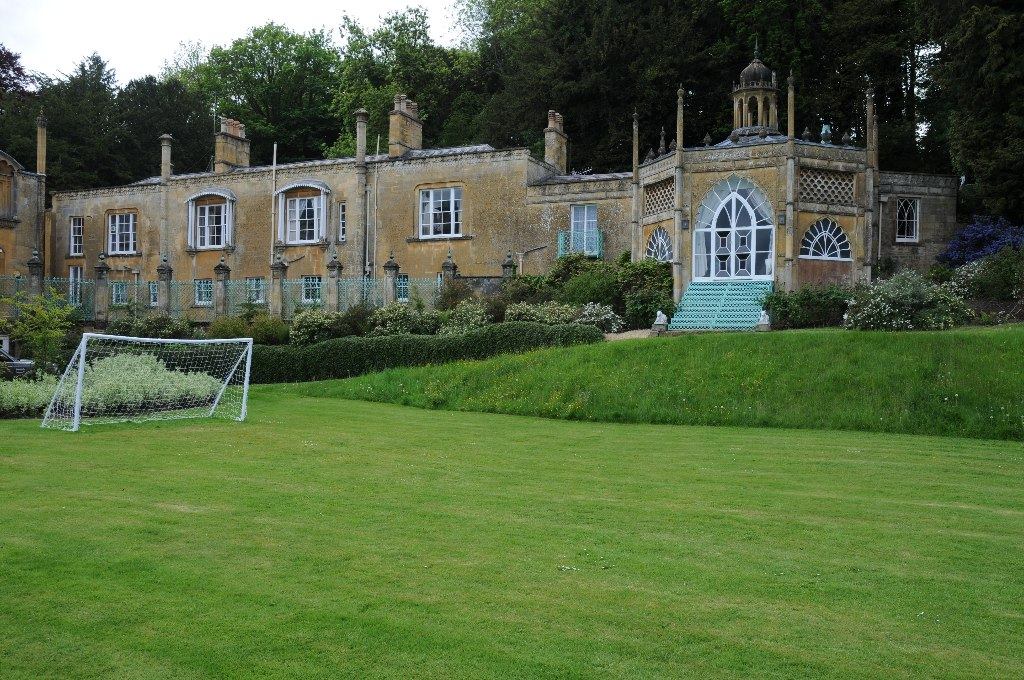
Tent Room